# Euconocephalus ultimus
Euconocephalus ultimus is een rechtvleugelig insect uit de familie sabelsprinkhanen (Tettigoniidae). De wetenschappelijke naam van deze soort is voor het eerst geldig gepubliceerd in 1904 door Krauss.